# El Caraño (Florencia)
El Caraño es un corregimiento de Florencia (Caquetá). Se halla conformado por 36 veredas y se localiza en el noroeste de su término municipal.

## Geografía

### Límites
Limita al norte y al noroeste con el departamento de Huila, al este con los corregimientos de Danubio y Orteguaza, al sur con el corregimiento de San Martín y al suroeste con el corregimiento de Santo Domingo. 

### Clima
El Caraño es un corregimiento donde predominan los climas templado, frío y de páramo por hallarse ubicado en las estribaciones de la Cordillera Oriental, donde nacen numerosos cursos de agua que bañan el término municipal de Florencia, siendo el río Hacha y el río Caraño los más importantes de ellos. 

## Sitios de interés
En su territorio se localiza el Salto del río Caraño, uno de los principales sitios naturales de interés turístico del municipio, así como el Santuario Divino Niño. Adicionalmente, por su territorio transcurre la carretera que de Florencia conduce a Neiva y al interior del país. Allí también se localiza la principal bocatoma del acueducto que surte de agua potable a la ciudad.